# John Spencer-Churchill, 10. Duke of Marlborough

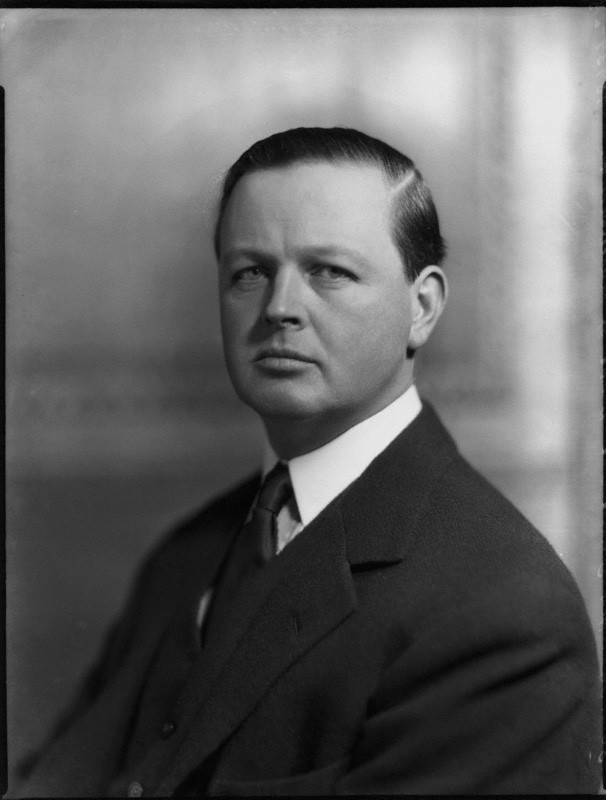
John Spencer-Churchill, 10. Duke of Marlborough, 1934

John Albert William Spencer-Churchill, 10. Duke of Marlborough (* 18. September 1897 in London; † 11. März 1972) war ein britischer Peer und Politiker.

## Leben
Er war der ältere Sohn des Charles Spencer-Churchill, 9. Duke of Marlborough, aus dessen erster Ehe mit Consuelo Vanderbilt. Als Heir apparent seines Vaters führte er seit Geburt den Höflichkeitstitel Marquess of Blandford.
Er besuchte das Eton College und studierte am Christ Church College der Universität Oxford. 1914 trat er in die British Army ein und kämpfte als Lieutenant des 1st Regiment of Life Guards im Ersten Weltkrieg.
Beim Tod seines Vaters erbte er 1934 dessen Adelstitel als Duke of Marlborough und wurde dadurch Mitglied des House of Lords. 1936 erhielt er das Amt eines Deputy Lieutenant von Oxfordshire sowie eines Justice of the Peace. Von 1937 bis 1942 war er Bürgermeister von Woodstock in Oxfordshire und von 1937 bis 1972 hatte er das Amt des High Steward of Oxford inne.
Im Zweiten Weltkrieg diente er 1942 im Rang eines Lieutenant-Colonel der Life Guards, wurde Verbindungsoffizier zu den verbündeten US-Streitkräften in Großbritannien und wurde für seine Verdienste mit der Bronze Star Medal ausgezeichnet.
Er starb 1972 und wurde in der Gruft der Kapelle von Blenheim Palace begraben.

## Ehe und Nachkommen
Am 17. Februar 1920 heiratete er Hon. Alexandra Mary Cadogan (1900–1961), Tochter des Henry Arthur Cadogan, Viscount Chelsea (1868–1908). Aus dieser Ehe gingen zwei Söhne und drei Töchter hervor:
- Lady Sarah Consuelo Spencer-Churchill (1921–2000), ⚭ (1) 1943–1966 Edwin F. Russell († 2001), ⚭ (2) 1966–1967 Guy Burgos, ⚭ (3) 1967 Theodoros Roubanis;
- Lady Caroline Spencer-Churchill (1923–1992) ⚭ 1946 Charles Waterhouse (1918–2007);
- John George Vanderbilt Henry Spencer-Churchill, 11. Duke of Marlborough (1926–2014);
- Lady Rosemary Mildred Spencer-Churchill (* 1929) ⚭ 1953 Charles Robert Muir († 1972);
- Lord Charles George William Colin Spencer-Churchill (* 1940), ⚭ (1) 1865–1968 Gillian Fuller, ⚭ (2) 1970 Elizabeth Wyndham (* 1948), ⚭ (3) 2014 Sarah Goodbody.

Sechs Wochen vor seinem Tod, am 26. Januar 1972, heiratete er in zweiter Ehe Laura Charteris (1915–1990), die Witwe des amerikanischen Verlagserben Michael Tempel Canfield und geschiedene Ehefrau von Walter Long, 2. Viscount Long sowie William Ward, 3. Earl of Dudley. Diese Ehe blieb kinderlos.
Seine Adelstitel erbte 1972 sein ältester Sohn John.